# بيرت بولن
بيرت بولن (بالسويدية: Bert Bolin)‏ هو عالم أرصاد وفيزيائي سويدي، ولد في 15 مارس 1925 في نيشوبينغ في السويد، وتوفي في 30 ديسمبر 2007 في Danderyd ‏ في السويد بسبب سرطان المعدة.